# Korpus prostovoljnih bolničark Rdečega križa Italije
Korpus prostovoljnih bolničark Rdečega križa Italije (izvirno italijansko Corpo delle Infermiere Volontarie della Croce Rossa Italiana; kratica: CIV CRI) je ženski pomožni prostovoljni specialni vojaški korpus Italijanskih oboroženih sil, ki pa je hkrati tudi del Rdečega križa Italije; korpus je bil ustanovljen leta 1908. Pripadnice korpusa tako delujejo v sklopu enot Rdečega križa Italije kot Italijanskih oboroženih sil.
V mirnem času korpus, kot del Rdečega križa Italije, opravlja naloge v času izrednih razmer tako v mirnem času (npr. potresi, poplave,...) kot v vojnem času. Korpus je sodeloval pri organizaciji športnih prvenstev, oskrbi beguncev, deloval v IFORju, SFORju, v Albaniji, na Kosovu, v Iraku, Turčiji, Mozambiku, Afganistanu,... Korpus sestavljajo profesionalne in vpoklicane medicinske sestre, ki so prostovoljke. 
Korpus vodi nacionalna inšpektorica Vojaškega Korpusa prostovoljnih bolničark Rdečega križa Italije, ki ima čin generalmajorja.

## Zgodovina
Leta 1906 so v Milanu pričeli s prvim usposabljanjem žensk za bolničarke oz. medicinske sestre. Iniciativa je postala popularna in se pričela pod pokroviteljstvom kraljice Elene širiti po Italiji. Čez dve leti je bil formalno ustanovljen korpus; istega leta so tako mobilizirali 260 bolničark za pomoč po potresu v Messini. Prva bojna napotitev pa je bila izvedena leta 1910 med italijansko-turško vojno; istega leta so pripadnice korpusa prejele tudi nove uniforme. Zaradi vse večjih potreb po usposobljenih bolničark je število pripadnic korpusa tik pred prvo svetovno vojno naraslo na okoli 4.000.